# 견인 전동기

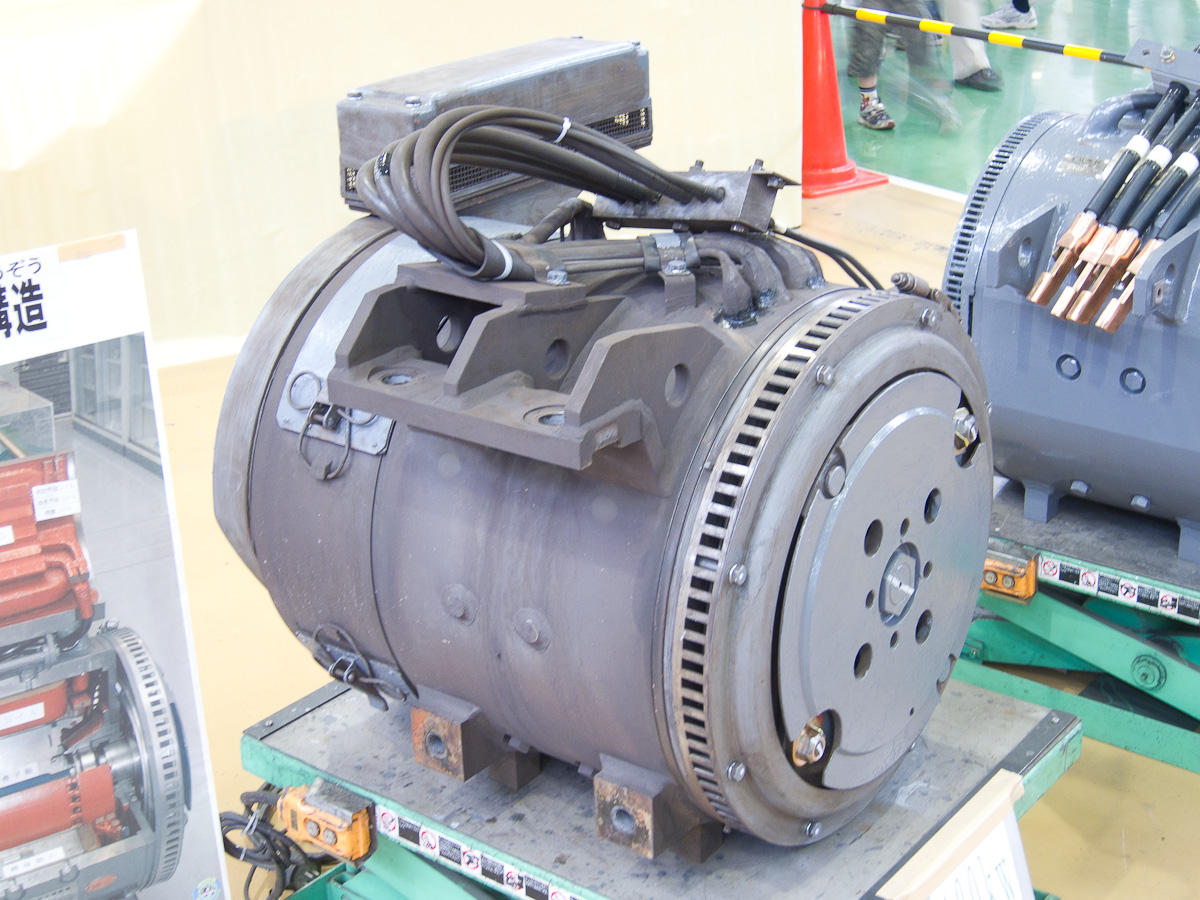

견인 전동기는 전기 기관차 또는 전기 도로 차량으로서 차량의 추진력을 위해 사용되는 전동기이다.

## 전동차 유형 및 제어
직류 전동기는 계자 권선 계열과 함께 견인 전동기의 가장 오래된 유형이었다. 교류 유도 전동기는 단지 그 구성 및 교류 전원의 주파수가 결정한 속도로 좁은 범위의 유용한 양의 전력을 생성한다. 전력 반도체의 출현은 가능한 기관차에서 가변 주파수 드라이브에 맞게 만들었다.

## 같이 보기
- 전동기
- 전기차량
- 전기차 배터리
- 유도전동기
- 디젤 전기동차

## 참고 자료
- British Railways (1962년). 〈Section 13:Traction Control〉. 《Diesel Traction Manual for Enginemen》 1판. British Transport Commission. 172-189쪽.